# Omar Aramayo
Jesús Omar Aramayo Cordero (n. Yunguyo, Puno; 8 de junio de 1947) es un escritor, periodista, libretista, poeta, cuentista, compositor e intérprete de instrumentos autóctonos peruano de la época contemporánea. Además de su labor poética, Aramayo desarrollouna trayectoria como narrador e investigador cultural, consolidándose como una figura clave en la literatura del Altiplano peruano.

## Biografía
Hijo de la profesora Emilia Cordero y del abogado Rodomiro Aramayo, nació en el departamento de Puno. A los once años publicó sus primeros poemas en el diario puneño Los Andes. Estudió literatura en la Universidad Nacional de San Agustín de Arequipa, a fines de los años 1960, concluyendo a inicios de los años 1970. Ha sido profesor universitario. Su poesía trasunta una intensa variedad temática y un apreciable experimentalismo que combina lo urbano con lo rural, surrealista a su modo. 
Su consolidación en el ámbito cultural se dio en 1962, cuando fundó la Promoción Intelectual Carlos Oquendo de Amat junto a otros destacados poetas, como José Luis Ayala y Gloria Mendoza. Este grupo fue fundamental en la creación de una vibrante escena poética hasta 1967, marcando el inicio de una carrera literaria y cultural que continúa dejando una huella profunda en la literatura andina.
Dorian Espezúa Salmón lo describe como un "caníbal que traga tradiciones culturales de todas partes", un investigador que asimila selectivamente, y un poeta que abraza la responsabilidad de hablar universalmente sobre su pueblo. También ha ejercido la poesía visual escribiendo en caligramas. Según Ricardo González Vigil, pertenece a la Generación del 60 de la poesía peruana. Hasta julio de 2010 fue decano de la facultad de Ciencias de la Comunicación de la Universidad Alas Peruanas
Ha realizado experimentos musicales que la unen con la poesía; además ha compuesto la música de varias películas (Los perros hambrientos (1977) de Luis Figueroa por ej., basada en la novela de Ciro Alegría y el documental El reyno de los mochicas (1974) del mismo Figueroa) y ha efectuado también Nocturno (1983) en colaboración con Arturo Ruiz del Pozo y Manuel Mújica.
La Dirección Regional de Educación de Puno otorgó a Omar Aramayo el reconocimiento como "Intelectual Ilustre", destacando su contribución a la literatura, la investigación cultural y la educación en la región. Junto a él, también fue distinguido el investigador Walter Paz Quispe Santos. Uno de los trabajos más destacados de Omar Aramayo es Churata, un libro que ha sido reconocido por su profundidad y su exploración de la realidad cultural andina. La obra aborda temas como la identidad y la resistencia, usando el simbolismo y el lenguaje poético para reflejar las complejidades del mundo altiplánico. Su estilo literario ha sido estudiado y valorado como una pieza clave de la literatura de la región.
El 23 de enero de 2024, la Municipalidad Provincial de Puno otorgó a Omar Aramayo la Medalla de la Ciudad, en reconocimiento a su destacada trayectoria como poeta, investigador y promotor cultural. Este reconocimiento resalta su aporte a la identidad cultural de Puno y su labor en la difusión del patrimonio literario y artístico de la región.

## Obra poética
Algunos de los documentos disponibles escritos por este autor se encuentran en la Biblioteca Municipal "Gamaliel Churata"
- Aleteos al horizonte (1963)
- El llanto de los bolsillos (1964)
- La estela del rocío (1964)
- Malby, el dolor pensativo (1965)
- Antigua canción (1966)
- Lámpara ciega (1969)
- Prohibido pisar el grass (1970)
- Axial (1975)
- Poemas de Omar Aramayo (impresos a mimiografo desde 1980)
- Los dioses (1992)
- El sol deja la piel (1992)
- Caleidoscopio (2000)
- El nacimiento del sol y la luna (2004)
- "El Ekeko" (antología de textos, Alas Peruanas-2004)
- Agua de los montes (2008)
- "Antología previa" Poemas Completos (UNA-P 2015)
- "Humareda, biografía e interpretación de la obra del pintor" (UNA-P 2017)
- "Los Tupac Amaru, 1572 - 1825" Novela histórica (2017)
- "Un demonio Feliz en útero de la Pacha Mamana: Churata" (Ensayo - 2016).

## Obra en prosa
- Glu Ekerekeda (1970)
- Antes de los mil días en que estuve bajo la sombra de un árbol de diamantes y perfume (1971)
- Antología del Ekeko (2004)
- El gallo de cristal (2006)